# Phare du cap Flattery
Le phare du cap Flattery est un phare situé à l'entrée du détroit de San Juan de Fuca , (Comté de Clallam), dans l'État de Washington aux États-Unis.
Ce phare est géré par la Garde côtière américaine, et les phares de l'État de Washington sont entretenues par le District 13 de la Garde côtière  basé à Seattle.

## Histoire
Le phare se trouve sur la petite île de Tatoosh, du nom du chef Tatooche de la tribu des Makahs. C'est le phare le plus au nord-ouest sur la côte ouest des Etats-Unis, juste devant le Cap Flattery. Il est érigé sur le territoire de la Makah Reservation (en). Bien que fermé au public, il peut être vu depuis le cap Flattery par une courte marche de 30 minutes.

## Description
Le phare a été construit en 1854 sur la base d'une conception de l'architecte Ammi B. Young (en). Il a été mis en service en 1857 avec une lentille de Fresnel de premier ordre et il était le troisième phare actif de l'état de Washington. C'est une tour, avec galerie et lanterne, de 20 m de haut adossée à une maison de gardien d'un étage. Sa hauteur focale est de 50 m au-dessus du niveau de l'eau. Un bâtiment de signal de brume à vapeur a été construit sur l'île en 1872. Le système optique d'origine a été remplacé par un objectif de quatrième ordre en 1932, puis d'un système optique moderne en 1977. Il a été mis hors service en 2008. En 2009, la Garde côtière a entrepris des opérations de nettoyage en prévision de la remise du phare historique à la tribu Makah, propriétaire de Tatoosh Island. Après le transfert, la Garde côtière continuera d'avoir accès aux fins de l'entretien de l'optique.

## Lumière actuelle
La lumière du phare a été mise hors service après la construction, en 2008, d'une structure métallique de 20 m munie d'une balise solaire équipée de batteries solaires de type VRB-25 (en).
Le nouveau phare émet, à une hauteur focale de 50 m, deux éclats blancs toutes les 20 secondes. Sa portée est de 18 milles nautiques (environ 33 km).
Identifiant : ARLHS : USA-117 - Amirauté : G4756 - USCG : 6-0760 .
|                |
| Tatoosh Island |

|          |
| Le phare |

|                             |
| cap Flattery (après-guerre) |

### Lien connexe
- Liste des phares de l'État de Washington